# Steg
Ett steg var ett gammalt längdmått som motsvarade 1/2 famn = 90 cm. För en normalstor man betyder det att man måste sträcka på benen, när man ska stega upp ett avstånd. För en svensk marscherande soldat brukar man räkna med ett steg om 85 cm.
Det romerska måttet gradus (steg) var 2,5 romerska fot (pedes) eller cirka 74 cm.
Det bysantinska stegmåttet (βήμα, bḗma) var 2,5 grekiska fot (pous) eller cirka 79 cm.
Inom det amerikanska måttsystemet används steg (pace) som är 2,5 fot eller 76,2 cm.
Man talar även om dubbelsteg som omfattar fem fot eller cirka 150 cm.
När man under orienteringslöpning ska uppskatta tillryggalagd väg, räknar man antalet dubbelsteg. Genom att förflytta sig en uppmätt sträcka med gång och löpning, dels på plan mark, dels i lätt terräng, kan man kalibrera sin individuella steglängd. När man vet hur många dubbelsteg man tar per 100 meter kan man någorlunda noggrant bestämma hur långt man har förflyttat sig.
De romerska legionerna bestämde på liknande sätt marscherad distans med antalet stadier.
Upptäcktsresanden Sven Hedin kartlade Tibet med förvånande precision genom att räkna kamelernas steg, när han färdades genom öknen.[källa behövs]